# Nos femmes
Pour l’article homonyme, voir Nos femmes (film).
Nos femmes est une pièce de théâtre d'Éric Assous créée en 2013 au théâtre de Paris.

## Argument
Amis de longue date, Max, Paul et Simon se retrouvent une fois par semaine pour jouer aux cartes. Ce soir, Simon annonce qu'il vient tuer sa femme...

## Distribution

### 2013
- Didier Flamand
- Daniel Auteuil
- Richard Berry

### 2015
- Patrick Braoudé
- Richard Berry
- Jean Reno

## Accueil
Pour la reprise de 2015, Sylviane Bernard-Gresh pour Télérama écrit que les acteurs « tiennent en haleine et [...] font rire de bout en bout ».

## Adaptation
Richard Berry, metteur en scène de la pièce à sa création, l'a adaptée en film en 2015.